# 八咫鏡

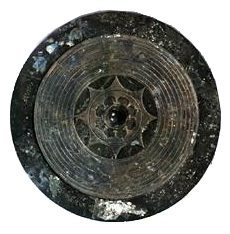
八咫鏡（イメージ）写真は大型内行花文鏡

八咫鏡（やたのかがみ）は、日本神話の三種の神器の一つ。年代不詳。『古事記』では、八尺鏡（やたかがみ）と記されている。
伊勢神宮にある御神体と、皇居にある伊勢神宮の御神体をかたどって作ったという形代の二つがある。いずれも一般公開はされていない。

## 概要
『古事記』では、高天原の八百万の神々が天の安河に集まって、川上の堅石（かたしは）を金敷にして、金山の鉄を用いて作らせた」と記されている。
『日本書紀』には、別の名を真経津鏡（まふつの かがみ）ともいうと記されている。単に神鏡（しんきょう）または宝鏡（ほうきょう）とよばれることも多いが「神鏡」や「宝鏡」という言葉は普通名詞であり、八咫鏡だけをさすとは限らないので注意が必要である。
一般に「八咫（やた）」は「八十萬神」「八尋大熊鰐」「八咫烏」等と同様、単に大きい・多いという形容であり具体的な数値ではない、とされているが、咫（あた）を円周の単位と考えて径1尺の円の円周を4咫（0.8尺×4）として「八咫鏡は直径2尺（46センチメートル (cm) 前後）、円周約147cmの円鏡を意味する」という説も存在する。
後漢の学者・許慎の『説文解字』には、
とあり、戦国〜後漢初期の尺では一寸2.31cm×8寸×8咫=約147cmとなる。
平原遺跡出土の「大型内行花文鏡（内行花文八葉鏡）」は直径46.5cm、円周は46.5×3.14 = 146.01cmであり、弥生時代後期から晩期にこのサイズの鏡が存在したことは確かとなった（考古遺物の節を参照）が、現存する桶代（御神体の入れ物）の大きさから推察される神器の鏡はもっと小さい。
いずれにせよ、その特大の大きさから、後に三種の神器の一つである鏡を指す固有名詞になったと考えられている。

### 伊勢神宮の八咫鏡
天照大御神の「御神体」としての「八咫鏡」は神宮の内宮に奉安されている。
神道五部書や類聚神祗本源等によれば、この「八咫鏡」の見分記録には「八頭花崎八葉形也」、「八葉中有方円五位象、是天照大神御霊鏡座也」とある。この「八咫鏡」は、明治初年に明治天皇が天覧した後、あらためて内宮の奥深くに奉納安置されたことになっている。
この「神宮の八咫鏡」の「最初の姿と大きさ」は、考古学者原田大六によれば、福岡県糸島市にある「平原遺跡出土の大型内行花文鏡（内行花文八葉鏡）と、同じ形状で同じ大きさのものではなかったか」と考察して、それを著書に記している。これは『延喜式』伊勢大神宮式、『皇太神宮儀式帳』において、鏡を入れる桶代の内径が「一尺六寸三分」（約49cm）としており、46.5cmの大型内行花文鏡を納めるにはちょうど良い大きさであることから。原田によれば「御鎮座伝記を読み解いてみると、約三回ほど内宮の火災があり、このいずれかに焼失してしまい（一度だけとは限らないかも、とも）、その時に新たに作り直された八咫鏡は、現在に残る桶代（御神体の入れ物）の大きさから推定して、直径46.5cmの大きさではなくなっている」という。また、「図象も実際に見て模写するべくもないであろうから、これも変化しているだろう」という。

### 宮中賢所の八咫鏡

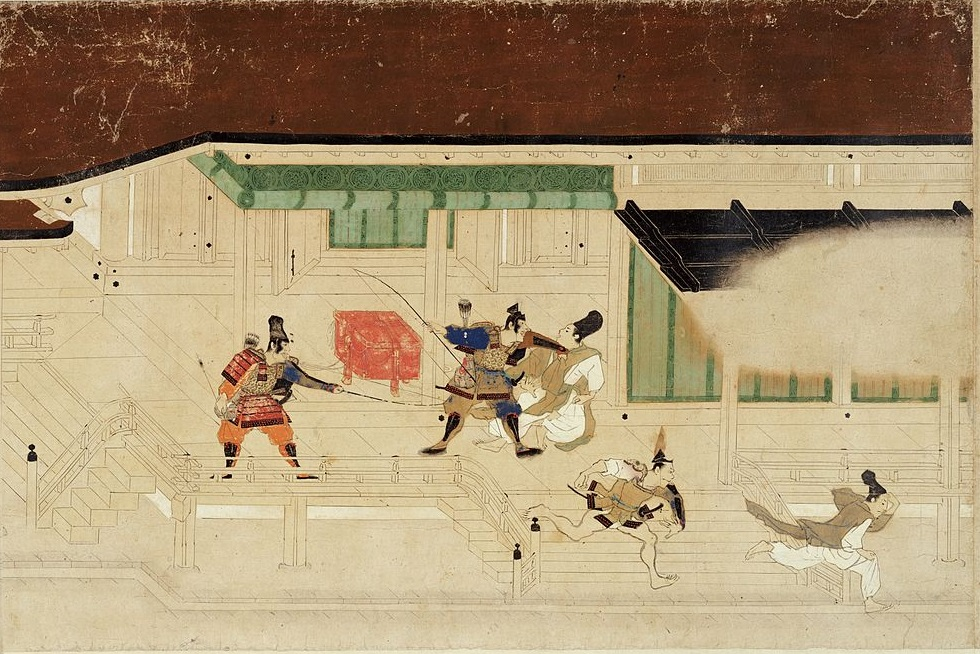
内侍所の唐櫃（『平治物語絵巻』）

皇居の八咫鏡は、賢所に奉置されていたことから、その鏡を指して賢所（かしこどころ）ともいう。そのため、あえて賢所のことをいう場合にはこれを「けんしょ」と呼ぶか、またはその通称である「内侍所」と呼んで、これを言い分けたという。しかし後世になると、内侍所も神鏡のことを指す言葉となった。
内侍所の神鏡の実態については公卿たちも十分に把握していなかったが、天徳4年（960年）に起こった火災によって内侍所の神鏡が3枚存在することが判明した。これらは、それぞれ伊勢・紀伊国日前・同国懸社の神鏡ということにされたが、寛弘2年（1005年）に起こった火災によりうち2枚が焼失。焼け残った1枚が伊勢の神鏡（八咫鏡の形代）ということにされた。それも長暦4年（1040年）に起こった内裏の火災により完全に破損してしまった。寛弘の際は改鋳・新造が議論されたが、この際は議論されず、結局、神鏡の破片や金属の粒が神鏡として安置されることになった。
平安時代末期、平家の都落ちとともに西遷し、寿永4年3月24日（1185年4月25日）、壇ノ浦の戦いの際に安徳天皇とともに海中に沈み、それを源義経が八尺瓊勾玉とともに回収した。
南北朝時代には、天皇が2人存在する状況下で、両朝の間で神器をめぐる主張の食い違いが生じている。建武3年（1336年）に後醍醐天皇は光明天皇に三種の神器を譲ったが、南朝側は、これは偽物であり本物は南朝が保有していると主張した。もっとも、南朝の主張に絶対の信頼を置くことはできないとされ、実際に正平一統にて南朝は北朝の神器を接収している。なお、そのためその後の北朝には三種の神器は存在せず、後光厳天皇以降は「内侍所御辛櫃」を神鏡の代用としていた。後小松天皇の代である明徳3年（1392年）に南朝から神器が「還御」した。
室町時代の嘉吉3年9月23日（1443年10月16日）に起こった禁闕の変で、後南朝勢力が宮中を襲撃した際、三種の神器のうち宝剣と神璽は奪われたが、神鏡のみは難を逃れ、翌日近衛殿に移された。
近世の内侍所では2つの辛櫃が奉安されており、村田正志によれば延徳3年（1491年）の古図からもその事実が確認でき、元弘新造の辛櫃と明徳に「還御」した辛櫃であるとも、後光厳天皇以降の北朝の辛櫃と明徳に「還御」した辛櫃であるともいわれている。

### 宗像大社邊津宮の八咫鏡
筑前国風土記は現存しないが、逸文に明確に記述される。古代の記録では八咫鏡を依代とするのは、神社では伊勢神宮と宗像大社邊津宮だけであるとされる。

## 神話
記紀神話によれば、天照大御神の岩戸隠れの際に天津麻羅と伊斯許理度売命が作ったとされ、『日本書紀』には天照大神を象って作られたことや、試しに日像鏡や日矛を鋳造したことが伝わる。天宇受売命が踊り狂い、神々が大笑いすることを不審に思った天照大御神が岩戸を細めに開けた時、この鏡で天照大御神自身を映して、興味を持たせ、天手力男神によって外に引き出した。そして再び高天原と葦原中国は明るくなった、という。
天孫降臨の際、天照大御神から邇邇芸命に授けられ、この鏡を天照大御神自身だと思って祀るようにとの神勅（宝鏡奉斎の神勅）が下された、という。
神武東征では他の神器と同様、八咫鏡についても全く言及されていない。

## 考古遺物
福岡県糸島市にある遺跡「平原遺跡」において出土した国宝に指定されている直径46.5cmの大型内行花文鏡（内行花文八葉鏡）4面（後に5面に修正）は原田大六によると八咫鏡そのものという。
この「大型内行花文鏡」は、図象のみの大型の青銅鏡である。つまり、文字や神獣などの図柄は無い。
また、『御鎮座伝記』に「八咫鏡」の形は「八頭花崎八葉形也」とあり、この「八頭花崎八葉形也」の図象を持つ考古遺物は現在のところ、この「大型内行花文鏡」のみである。
この鏡のうち4面は伊都国歴史博物館で、また1面は九州国立博物館で常時展示されており、実物を見ることができる。